# Knock-Out Charlie
Knock-Out Charlie, är en av de svenska titlarna på den amerikansk dagspresserie som skapades av Vic Forsythe 1918 under namnet Joe's Car, och med tiden kom att byta namn till Joe Jinks (1928), Curly Kayoe (1945 - den version som i svensk översättning kallas Knock-Out Charlie), och slutligen Davy Jones (1961), innan den gick i graven 1971.

## Historik

### 1918-1945:Joe's CarochJoe Jinks
Joe's Car var ursprungligen en ren humorserie som tog fasta på automobilens intåg i samhället. När nyhetens behag hade lagt sig bytte serien namn till Joe Jinks och huvudpersonen först bytte intresse till flygmaskiner och därefter blev därefter boxningspromotor. Hans första boxare, Dynamite Dunn, blev så populär att serien under åren 1934 till 1936 gick under namnet Joe Jinks & Dynamite Dunn. 
1928 introducerade en Joe Jinks-söndagssida, vilken fokuserade på Joes familjeliv.

### 1945-1961:Curly Kayou
Sam Leff tog över serien 1944 och bytte följande år namn på den till Curly Kayoe (Knock-Out Charlie). Sam Leff introducerade en ny boxare som tog över huvudrollen och fokuserade mer på sportinriktade äventyr. Likheterna med boxningsserien Joe Palooka var tydliga, inte minst på grund av att brodern Mo Leff som assisterade Sam, samtidigt spöktecknade Joe Palooka. Joe Jinks var med som en bifigur i dagsstrippen till 1947, men fortsatte i en egen söndagsserie - alltjämt kallad Joe Jinks - tecknad av Henry Fromhals fram till 1953.

### 1961-1971:Davy Jones
1961 bytte serien namn ännu en gång, då äventyraren och seglaren "Davy Jones" tog över rampljuset. Sam Leff fortsatte att skriva manus till serien, men lämnade över tecknandet till  Alden McWilliams, vilken efterträddes av Wayne Boring. Davy Jones fortsatte till 1971, då serien slutligen gick i graven.

## Svensk publicering
Knock-Out Charlie har gått på svenska i såväl Fantomen som Buster, medan Davy Jones publicerats i Agent X9, och Joe Jinks under titeln Sin gummas man har gått i veckotidningen Vårt hem.